# Peratostega
Peratostega là một chi bướm đêm thuộc họ Geometridae.